# Зла мачуха (фільм)
«Зла мачуха» (англ. Wicked Stepmother) — американська чорна комедія 1989 року, сценариста, продюсера і режисера Ларрі Коена. В головних ролях — Бетті Девіс і Барбара Каррера.

## Синопсис
Дженні з жахом дізнається, що її татко-вдівець знову одружився. Причому не на кому-небудь, а на справжнісінькій відьмі.

## У ролях
| Актор           | Роль                    |
| --------------- | ----------------------- |
| Бетті Девіс     | Міранда Пірпоінт        |
| Барбара Каррера | Прісцилла Пірпоінт      |
| Лайонел Стендер | Сем                     |
| Коллін Кемп     | Дженні Фішер            |
| Девід Раше      | Стів Фішер              |
| Том Бослі       | лейтенант Макінтош      |
| Евелін Кейс     | інструктор з відьомства |

## Зовнішні посилання
- Зла мачуха на сайті IMDb (англ.)
- Wicked Stepmother на сайті Rotten Tomatoes (англ.)
- Зла мачуха (фільм) на сайті Box Office Mojo (англ.)
- I Killed Bette Davis